# کارل بوریج
کارل بوریج (انگلیسی: Karl Beveridge؛ زادهٔ ۱۱ ژوئیهٔ ۱۹۴۵) هنرمند، و عکاس اهل کانادا است.
هنر او تعاملی است با مباحث انتقادی فرهنگی، اجتماعی و سیاسی معاصر. بوریج و همکار طولانی‌مدت او کارول کُنده مفاهیم ایدئولوژی، قدرت و کنترل را به چالش می‌کشند.
کنده و بوریج در فعالیت‌های حرفه‌ای خود که بیش از سی سال به طول انجامیده است، بیش از پنجاه نمایشگاه انفرادی در موزه‌ها و فضاهای هنری مهم در چهار قاره برگزار کرده‌اند، از جمله: موسسه هنرهای معاصر در لندن، انگلستان؛ موزه فولک‌وانگ در آلمان؛ مرکز جورج مینی در واشینگتن؛ گالری دازیبائو در مونترآل؛ مرکز فرهنگی رکولتا در بوئنوس آیرس؛ گالری هنری ادمونتون؛ و مرکز عکاسی استرالیا در سیدنی.